# Operación Masterdom
La Operación Masterdom (Operation Masterdom en inglés) (Nam Bộ Khang chiến en vietnamita), llamada también Guerra de Vietnam por los británicos o Guerra de Resistencia del Sur por los vietnamitas, fue un conflicto bélico librado entre 1945 y 1946 posterior a la Segunda Guerra Mundial que implicó a las fuerzas armadas coloniales de Francia y el Reino Unido y en menor medida tropas de las fuerzas imperiales japonesas que ocupaban la península Indochina contra el movimiento comunista vietnamita Viet Minh, por el control de la península después de la rendición de Japón.
La operación Masterdom es considerada el antecedente inmediato a la Guerra de Indochina.

## Antecedentes

### Colapso del régimen francés
En julio de 1945, en la ciudad alemana de Potsdam, los aliados tomaron la decisión de dividir la península de Indochina en dos, desde el paralelo 16 norte para permitir que el presidente de China Chiang Kai-shek pudiera recibir la rendición de los japoneses en el norte, y el gobernador de la India Luis Mountbatten recibiera la capitulación en el sur. Los aliados se pusieron de acuerdo en que Francia tenía que ejercer la autoridad legítima sobre la Indochina, pero debido a que se encontraba en plena recuperación económica desde la Segunda Guerra Mundial, se destinó a una fuerza británica procedente del Raj Británico que ayudaría a restaurar la administración francesa.

### Preparativos británicos
Para llevar a cabo su parte de la tarea, los británicos formaron una comisión para ir a Saigón al mando de Luis Mountbatten y una fuerza militar terrestre especialmente para la Indochina, la cual era responsable de garantizar el orden público en la zona de Saigón, la aplicación de la rendición japonesa en el sureste asiático y proporcionar asistencia humanitaria a los prisioneros de guerra aliados.
La Comisión de control estaba especialmente preocupada por el cierre total del Ejército Imperial Japonés y usarlos —de forma obligatoria— como tropas de ayuda para las labores humanitarias. El general Douglas Gracey fue nombrado jefe de la comisión, la brigada 80ª fue comandada por el brigadier de Taunton, y la prestigiosa división 20ª del Raj prosiguieron a ocupar Vietnam.
A finales de agosto de 1945, las fuerzas de ocupación británicas estaban listas para partir hacia diferentes del puntos del sudeste asiático, y algunos ya estaban en camino, pero todo se detuvo cuando el general Douglas MacArthur causó un alboroto en el comando del sudeste, prohibiendo reocupación aliada hasta haber recibido personalmente la rendición japonesa en Tokio, que tenía que haber llegado el 28 de agosto, pero un tifón causó el atraso hasta el 2 de septiembre.
El reclamo de MacArthur tuvo enormes consecuencias, para los prisioneros de guerra aliados en los campos de concentración japoneses quienes tuvieron que sufrir un poco más, antes de que llegaran las tropas aliadas pues los japoneses simplemente abandonaron a los prisioneros a su suerte, esto obligó que grupos revolucionarios se alzaran y tomaran el poder para llenar los vacíos de poder que habían existido en el sudeste asiático desde el anuncio de la capitulación japonesa el 15 de agosto. Los principales revolucionarios de Indochina eran los comunistas, que ejercían un control completo sobre el Viet Minh, una alianza entre grupos de resistencia nacionalista fundado por Hồ Chí Minh en 1941. En Hanoi y Saigón, los revolucionarios se apoderaron del gobierno, proclamaron la independencia el 2 de septiembre de 1945 y ordenaron la retirada a todos los opositores.
Mientras los británicos declararon a los franceses como los legítimos dueños de Indochina, Estados Unidos se opuso a la devolución de Indochina a los franceses; pero estos no pudieron hacer nada para evitar la operación.
Douglas MacArthur finalmente tuvo su ceremonia a bordo del USS Missouri el 2 de septiembre, y tres días después los médicos de rescate aliados lanzaron en paracaídas comida y medicamentos para las prisioneros de guerra. Durante los siguientes días un pequeño grupo de avanzada del personal de apoyo y escolta de infantería de la fuerza de Gracey llegó a Saigón para verificar las condiciones e informar sobre la situación en Indochina; el día 11 de septiembre una brigada que llevaba tropas aliadas despegó desde Birmania con destino a Saigón, cuando estas unidades aterrizaron en Saigón se encontraron en una extraña posición de ser acogidos y custodiados por soldados japoneses y vietnamitas totalmente armados. La razón de estos soldados era que cinco meses antes los japoneses habían aniquilado o expulsado a todas las tropas coloniales francesas al temer un desembarco estadounidense tal como ocurrió en Filipinas.

### Conclusión
Una vez restablecida la administración francesa, se produjo la completa retirada de las tropas británicas en junio de 1946. El 23 de noviembre estallaría la guerra de Indochina con el bombardeo del puerto de Hải Phòng por la marina francesa. El 19 de diciembre las fuerzas del Viet Minh atacaban Hanoi.